# Криницкий, Александр Иванович
Алекса́ндр Ива́нович Крини́цкий (28 августа [9 сентября] 1894, Тверь, Российская империя — 30 октября 1937, Москва, СССР) — партийный и государственный деятель. Входил в состав особой тройки НКВД СССР.

## Биография
Родился в Твери, старший сын в семье служащего губернской канцелярии. Окончил Тверскую гимназию с золотой медалью (1912).
Учился в Санкт-Петербургском политехническом институте (1912—1913) (не окончил).
Учился на физико-математическом факультете Московского университета (1913—1915).
В 1915 году вступил в РСДРП, вёл пропаганду и агитацию среди студентов Московского университета, из которого в 1915 был отчислен и арестован. Был приговорён на вечное поселение в Восточную Сибирь. Но 6 (19) марта 1917 года был амнистирован и выпущен на свободу. После освобождения активно включился в революционную работу.

## Партийная и государственная деятельность
- 03.1917 — председатель Тверского губернского комитета РСДРП(б)
- 1918 заведующий Агитационно-просветительским отделом Южного фронта
- 1919 ответственный секретарь Владимирского губернского комитета РКП(б)
- 1919—1921 ответственный секретарь Саратовского губернского комитета РКП(б)
- 1921 заведующий Организационным отделом Московского комитета РКП(б)
- 1921—1922 ответственный секретарь Рогожско-Симоновского районного комитета РКП(б) (Москва)
- 1922—1924 ответственный секретарь Омского губернского комитета РКП(б)
- 1924 ответственный секретарь Донецкого губернского комитета КП(б) Украины
- 16.05.1924 — 13.1.1925 член ЦК КП(б) Украины
- 31.05.1924 — 26.1.1934 кандидат в члены ЦК РКП(б) — ВКП(б)
- 1924 — 22.11.1927 член ЦК КП(б) Беларуси
- 09.1924 — 1925 1-й секретарь ЦК КП(б) Беларуси
- 05.1927 — 03.05.1928 заведующий Агитационно-пропагандистским отделом ЦК ВКП(б)
- 03.05.1928 — 19.11.1929 заведующий Отделом агитации, пропаганды и печати ЦК ВКП(б)
- 11.1929 — 1930 1-й секретарь Закавказского краевого комитета ВКП(б)
- 15.12.1930 — 26.01.1934 член Президиума Центральной Контрольной Комиссии ВКП(б)
- 1930—1932 заместитель народного комиссара рабоче-крестьянской инспекции СССР
- 1930—1935 член редакционной коллегии журнала «Большевик»
- 1932 — 02.1934 начальник Политического управления Народного комиссариата земледелия СССР
- 1932 — 02.1934 заместитель народного комиссара земледелия СССР
- 12.1932 — 02.1934 заместитель заведующего Сельскохозяйственным отделом ЦК ВКП(б)
- 26 января—10 февраля 1934 года делегат XVII съезда ВКП(б) с совещательным голосом[3].
- 10.2.1934 — 12.10.1937 член ЦК ВКП(б)
- 10.02.1934 — 12.10.1937 кандидат в члены Организационного бюро ЦК ВКП(б)
- 07.04.1934[4] — 18.07.1937 1-й секретарь Саратовского краевого, с 5.12.1936 года — областного комитета ВКП(б), одновременно 07.1935 — 1937 1-й секретарь Саратовского городского комитета ВКП(б). Этот период отмечен вхождением в состав особой тройки, созданной по приказу НКВД СССР от 30.07.1937 № 00447[5][6].

## Завершающий этап
Арестован 20.7.1937 года. 29 октября 1937 ВКВС приговорён к расстрелу. Приговор приведен в исполнение 30 октября. Реабилитирован 17 марта 1956 г.

## Увековечение памяти
- Улица Криницкого в микрорайоне Залиния в Пролетарском районе Твери.